# タワーディフェンス

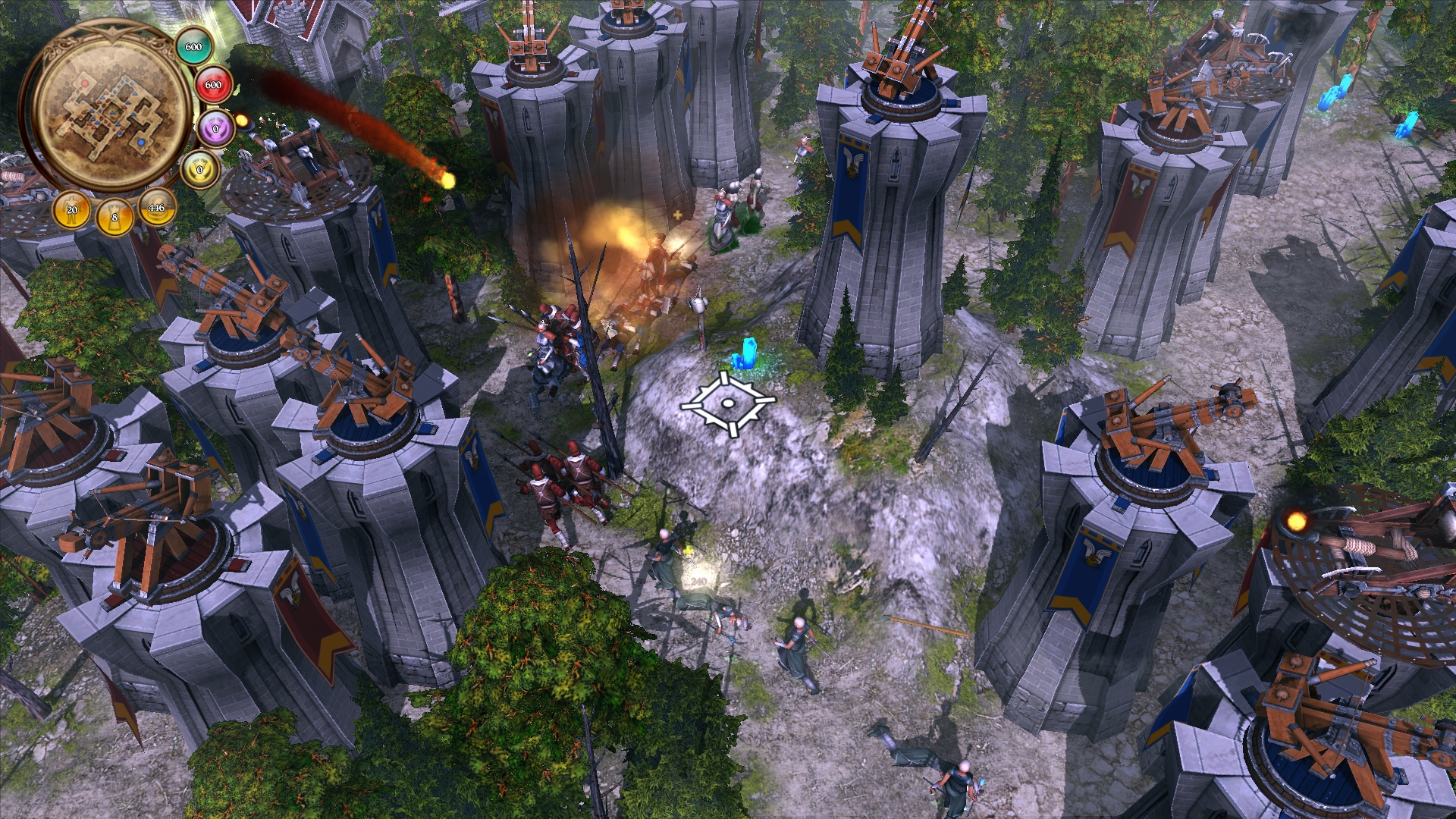
Defenders of Ardania

タワーディフェンス（英: tower defense）はコンピューターゲームのうち、リアルタイムストラテジーの一種。略称はTD系。防衛ゲームなどとも呼ばれる。

## 概要
自分の領地に侵入してくる敵を倒すことが目的のゲーム。
任意の場所に砲台や攻撃キャラクター（ユニット）を配置し、ユニットは自動で攻撃することが特徴。
それぞれのゲームによって細部は異なるが、基本的にプレイヤーができることはマップのどこに何を配置するかということだけである。しかし、ユニットを設置するにはお金や資源が必要で、その制限の中でやりくりしなければならない。多くの場合は敵を倒すことによってお金や資源が補充される。
起源は『ウォークラフト』などのパソコンゲーム用リアルタイムストラテジーのMODとされる。また、”タワーディフェンス”の呼称は当該MODである『Tower Defense』が由来とされている。

## 遊び手順
作品ごとに違いはあるものの、基本的な手順は以下の通りとなっている。
1. プレイヤーは開始前に与えられた所持金を元に、敵を攻撃するユニットを設置する。
2. ゲームはウェーブ（wave）という単位で行われる。ウェーブが始まると敵は入口から登場し、目的地に向かって行進する。設置されたユニットは射程に入ると自動的に攻撃を行う。
3. 1ウェーブの敵を全て殲滅させるとウェーブクリアとなる。プレイヤーは次のウェーブが始まるまでにユニットの増強（新設・アップグレード・売却など）を行う。
4. 以上の2と3を繰り返して行う。
5. 敵が目的地に到達すると、自分が所持しているライフが減少する。全て失うとゲームオーバーとなる。
6. ライフをすべて失う前に、最終ウェーブの敵を全て殲滅させることができればクリアとなる。

## 種類
以上の基本的なシステムさえあればタワーディフェンスとみなされるため、作品によってはそれ以外の特殊なルールが設定されていることが多い。以下は多くの作品で採用されている主なルールのみ表記する。
自由配置型と通路侵入型
自由配置型
敵の入り口と目的地のみ定められており、ユニットの設置個所は全てプレイヤーに委ねられている。敵は最短距離で目的地に向かおうとするため、プレイヤーはできるかぎり遠回りさせて目的地到達までの時間を延ばすような配置をしなければならない。
通路侵入型
敵が決まった通路を通って侵入する。多くのタワーディフェンスが採用している。基本的にユニットは通路の外であればどこでもいいが、設置場所が制限されていることもある。U字路や曲がり角といった場所に効率よく配置できるかを考えなければならない。
ユニットの特性
ユニットにはそれぞれ特性があり、攻撃力・範囲・速度といった面でそれぞれバラツキがあるため、それらを加味した上で配置しなければならない。さらに特殊効果としてスロー（敵の移動速度低下）、スタン（一定時間敵の動きを止める）、スリップダメージ（徐々に敵の耐久力が減少する）、エリアブラスト（範囲攻撃）、サポート（自らは攻撃せず、付近のユニットの能力を上げる）などの特殊ユニットも存在する。
アップグレード
所持金を使ってユニットを性能が上がったものにアップグレードすることができる。攻撃力・範囲・速度の上昇が主だが、上記の特殊能力が付加される場合もある。また、複数のユニットを組み合わせてさらに強力なユニットを作ることができる作品も存在する。
敵の特性
多くのゲームでは敵にも特性があり、耐久力、移動速度、状態異常が効くかどうか等、様々な特性が存在する。また、敵が地上行進型と空中飛行型に分かれていることもあり、敵の特性に対応する攻撃ができるユニットが必要となる。
タイムストップとノンストップ
タイムストップ方式ではウェーブ間ではプレー時間が止まる。プレイヤーが開始しない限り敵は侵攻を始めないためゆっくりと策を考えることができる。一方、ノンストップ方式ではゲーム開始から一切時間が止まらずに行われる。そのため、ウェーブ間の増強もできる限り速く行わなければならない。
ウェーブボーナス
一部作品ではウェーブクリアごとに、現在の所持金の一定割合がボーナスとして加算される。当然所持金が多いほど有利なため、高難易度では「ギリギリ到達されない最低限度の戦力」を作り、できるかぎりウェーブボーナス支給額を上げるといったプレーが要求される。
スキルシステム
作品によってはスキルシステムが搭載されている場合がある。ステージクリア数やステージクリア時のスコアに応じてスキルポイントを獲得、それを割り振ることで永続的にユニットの能力を底上げすることができる。一部作品ではスキルの再分割も可能な場合もあり、挑戦するステージに応じた割り振り方を考慮することも求められる。